# Zot!
Zot! es un cómic creado por Scott McCloud en 1984 y publicado por Eclipse Comics hasta 1990. Fue creado como una alternativa más alegre a la tendencia violenta y oscura que predominaba en la industria del cómic americano en ese periodo. El cómic contó con 36 números: los primeros diez en color y el resto en blanco y negro, en el 2000 McCloud publicó en su página web un número más en versión digital llamado Zot! Online: Hearts and Minds. McCloud acreditó a Osamu Tezuka como una gran influencia en la creación de Zot!, convirtiéndolo en uno de los primeros cómics americanos influenciados por el manga japonés.

## Historia
Zot es un héroe del "lejano futuro de 1965", un mundo paralelo al nuestro en el que todas las predicciones optimistas del futuro imaginadas en los siglos XIX y XX se volvieron realidad. Toda invención conveniente desde las de Julio Verne hasta George Lucas son reales en el mundo de Zot.
Cuando Zot viaja a nuestra Tierra se encuentra con Jenny y descubre un mundo pesimista e inseguro acerca de su porvenir. La relación entre los dos personajes y las diferencias entre sus mundos son el tema central de la historia a lo largo de sus 36 números, tratando, entre otros, temas como: la tecnología, escapismo, sexualidad, juventud, intolerancia, decepción y el futuro. 

## Personajes

### Protagonistas
- Zachary T. Paleozogt, más conocido como Zot. Un joven héroe venido de una dimensión paralela. Combate al crimen usando sus botas anti-gravedad y una pistola de 10 tiros. Zot es un muchacho optimista y con gran fe en todo el mundo.
- Jenny Weaver, una jovencita de nuestro dimensión. Es inteligente, observadora y un poco cínica. La historia es contada en gran parte desde su punto de vista.
- Horton Weaver, conocido mejor como Butch. Es el hermano mayor de Jenny, un joven problemático. Después de un altercado en el mundo de Zot, fue convertido en un chimpancé parlante, pero vuelve a la normalidad siempre que regresa a su dimensión.
- Tío Max. El excéntrico tío de Zot. Un científico y artista que va de obsesión en obsesión. Él fue el inventor que creó los aparatos que ayudan a Zot a combatir el crimen.
- Peabody, robot mayordomo y tutor legal de Zot después de que los padres de este desaparecieron bajo circunstancias misteriosas.

### Villanos
- J9AC9K, conocido también como 9-Jack-9. Asesino interplanetario, creado originalmente como una proyección astral de Sir John Sheers. Es capaz de viajar a través de cualquier aparato o medio electrónico.

- Dekko, antes conocido como Arthur Dekker. Solía ser un humano hasta que sufrió una enfermedad que resultó en la gradual amputación y reemplazo de todo su cuerpo excepto su cerebro, este proceso lo llevó a la locura y ahora está convencido de rehacer al mundo según su visión artística.

- Zybox, un monstruoso robot que una vez fue el encargado de consolidar comunicaciones en una parte del mundo de Zot. Su diseñador Ernesto Cortéz realizó una mala decisión que tendría resultados catastróficos.

- Dr. Bellows, inventor de un planeta lejano llamado Ragnus. Sus creaciones ayudaron al planeta a industrializarse aceleradamente. Cuando la Federación de las Civilizaciones Avanzadas descubrió Ragnus, compartieron su tecnología avanzada libre de residuos y convirtieron a las contaminantes máquinas de Bellows en obsoletas. Este juró vengarse de aquellos que le arrebaron de su fama y fortuna.

- La mancha (The blotch), gánster dueño de una megacorporación interplanetaria, engañó a Zot para que firmara un contrato que le permitiera cometer crímenes sin que él interfiriera.

## Premios
Premio Jack Kirby por Mejor Nueva Serie en 1985.
Cuatro nominaciones por el Premio Eisner de 1988. 
Dos nominaciones por el Premio Harvey de 1991.
El número en línea "Zot!:Hearts and Minds" ganó el premio Squiddie a mejor webcomic en el 2000.